# Hans Fischerkoesen

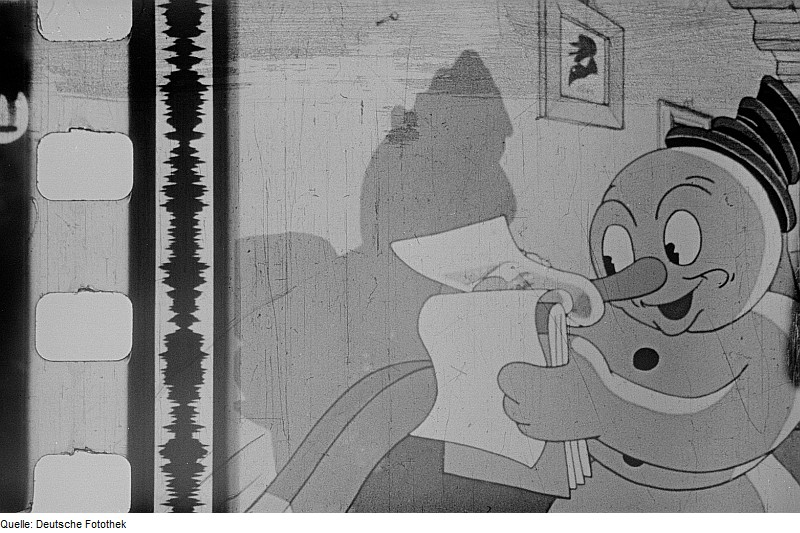
Fotograma de la pel·lícula de 1944 "Der Schneemann".

Hans Fischerkoesen, també conegut com a Hans Fischerkösen o Hans Fischer (Bad Kösen, Saxònia-Anhalt, Alemanya, 18 de maig de 1896 - Mehlem, Bonn, Alemanya, 23 d'abril de 1973) va ser un animador comercial alemany. El seu verdader nom era Hans Fischer, però com que Fischer era un cognom molt comú al món del cinema, va decidir combinar el seu cognom amb el nom del seu poble natal (Bad Kösen) per a crear el seu nom artístic. A la primera edició del Festival Internacional de Cinema de Berlín el seu curtmetratge publicitari Blick ins Paradies va guanyar la medalla de bronze en aquesta categoria.

## Filmografia
- Radau Brüder (Els germans Boucan)
- Spiel der Wellen (El joc de les ones)
- Schall und Rauch (soroll i fum)
- Farbige Symphonie (simfonia a color)
- Spiel mit Kugeln (joc de pilota)
- La Prairie enchantée (la pradera encantada, títol francès, va ser estrenat a color el 1944 a París)
- Die Verwitterte Melodie (melodia boirosa) - 1943
- Der Schneemann (l'home de neu) - 1944
- Das Dumme Gänslein (l'oca estúpida) - 1944
- Blick ins Paradies - 1951
- Die Kleine Null (el xicotet zero) - 1964